# Kościół Narodzenia Najświętszej Maryi Panny w Krakowie (nowy)
Kościół Narodzenia Najświętszej Maryi Panny – kościół rzymskokatolicki znajdujący się w Krakowie, w dzielnicy XII Bieżanów-Prokocim przy ul. ks. J. Popiełuszki 35, w Bieżanowie, tuż obok tzw. starego kościoła Narodzenia NMP. Jest świątynią parafialną parafii Narodzenia Najświętszej Maryi Panny w Krakowie. Posługę sprawują księża diecezjalni.
Charakterystyczną cechą położenia kościoła jest to, że wybudowano go tuż obok starszej świątyni, obecnie mającej status kościoła filialnego (oba budynki oddziela odległość zaledwie jednego metra), dlatego z daleka sprawiają one wrażenie, jakby stanowiły jedną budowlę. Oba kościoły mają to samo wezwanie (Narodzenia Najświętszej Maryi Panny) i ten sam adres (ul. ks. Jerzego Popiełuszki 35).

## Historia
Pierwszy kościół Narodzenia Najświętszej Maryi Panny w Bieżanowie (dziś nazywany przez parafian starym) istniał od 1636 r., jednak w połowie XX w. był już za mały dla potrzeb szybko rozrastającej się parafii. Dlatego w 1975 r. nowy proboszcz parafii Narodzenia NMP ks. Antoni Sołtysik podjął decyzję o budowie nowej świątyni. Ze względu na ograniczenia spowodowane polityką władz komunistycznych początkowo prace były prowadzone pod pozorem rozbudowy już istniejącego kościoła.
10 czerwca 1979 r. podczas pierwszej pielgrzymki do Ojczyzny papież Jan Paweł II poświęcił kamień węgielny pod budowę kościoła. 23 czerwca 1980 r. bp Julian Groblicki odprawił nabożeństwo na wydzielonym placu, po czym oficjalnie rozpoczęto budowę nowej świątyni według projektu architekta Przemysława Gawora. W 1981 r. zamknięto stan surowy budynku. W latach 1987–1988 wykonano ocieplenie i wykończenie wnętrza kościoła: boazerię na suficie oraz posadzkę. W 1993 r. świątynia otrzymała organy.
W latach 2001–2002 wykonano nowy ołtarz i zainstalowano rzeźby polskich świętych po obu jego stronach wykonane przez Edwarda Osieckiego według projektu Bogusława Kulki.

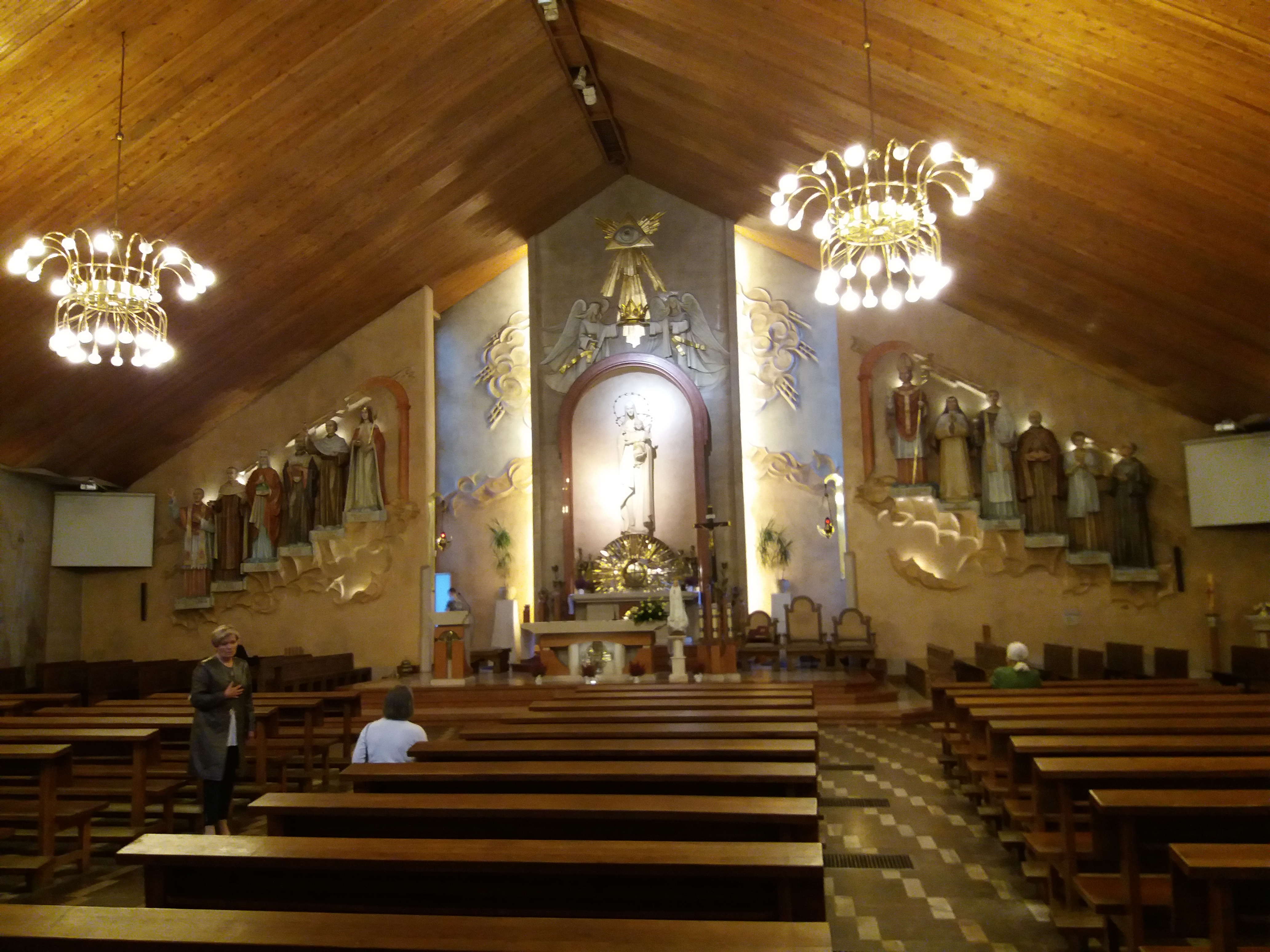
Wnętrze kościoła
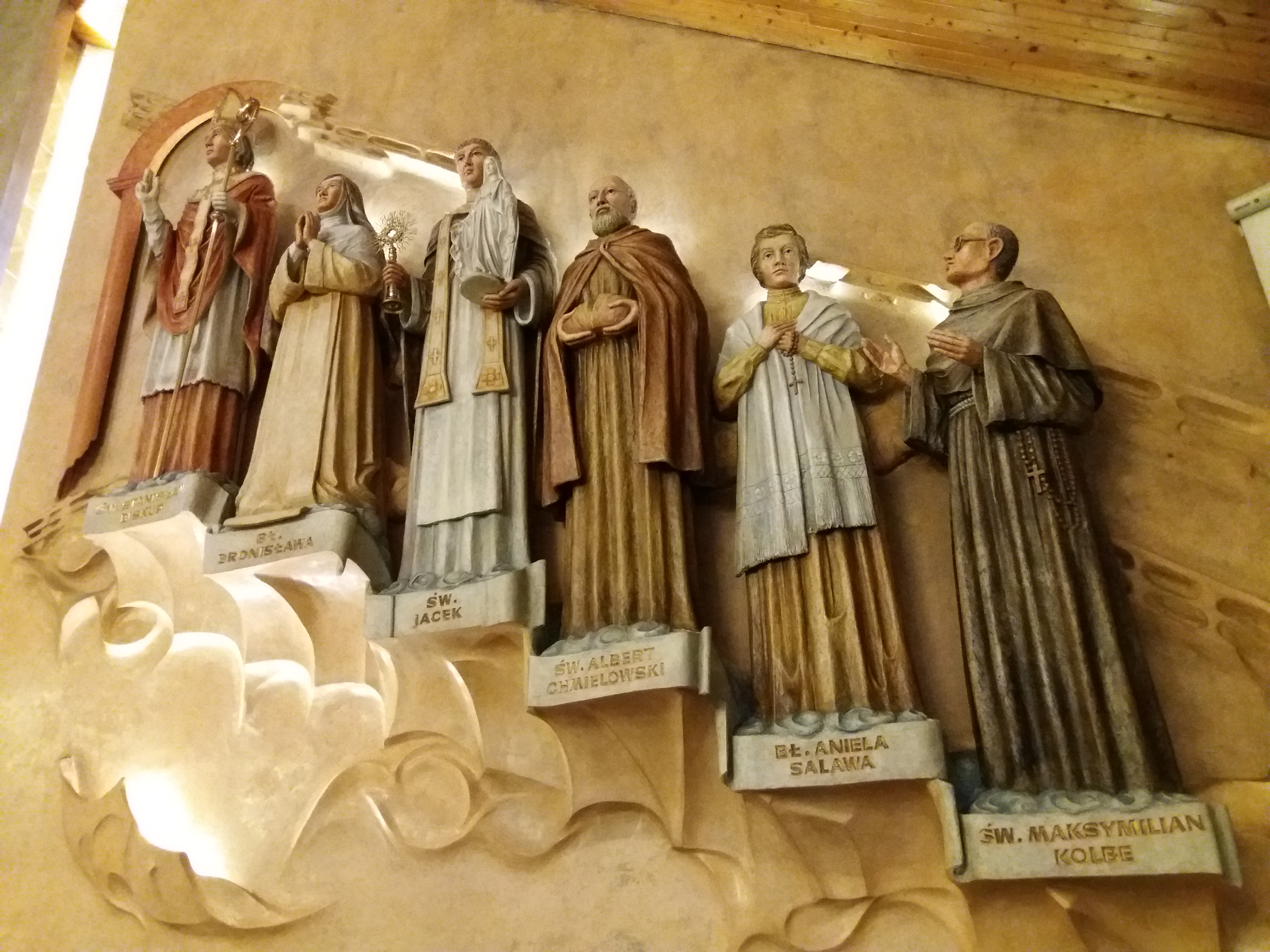
Figury polskich świętych po prawej stronie ołtarza: św. Stanisława, bł. Bronisławy, św. Jacka Odrowąża, św. Brata Alberta, bł. Anieli Salawy i św. Maksymiliana Kolbego
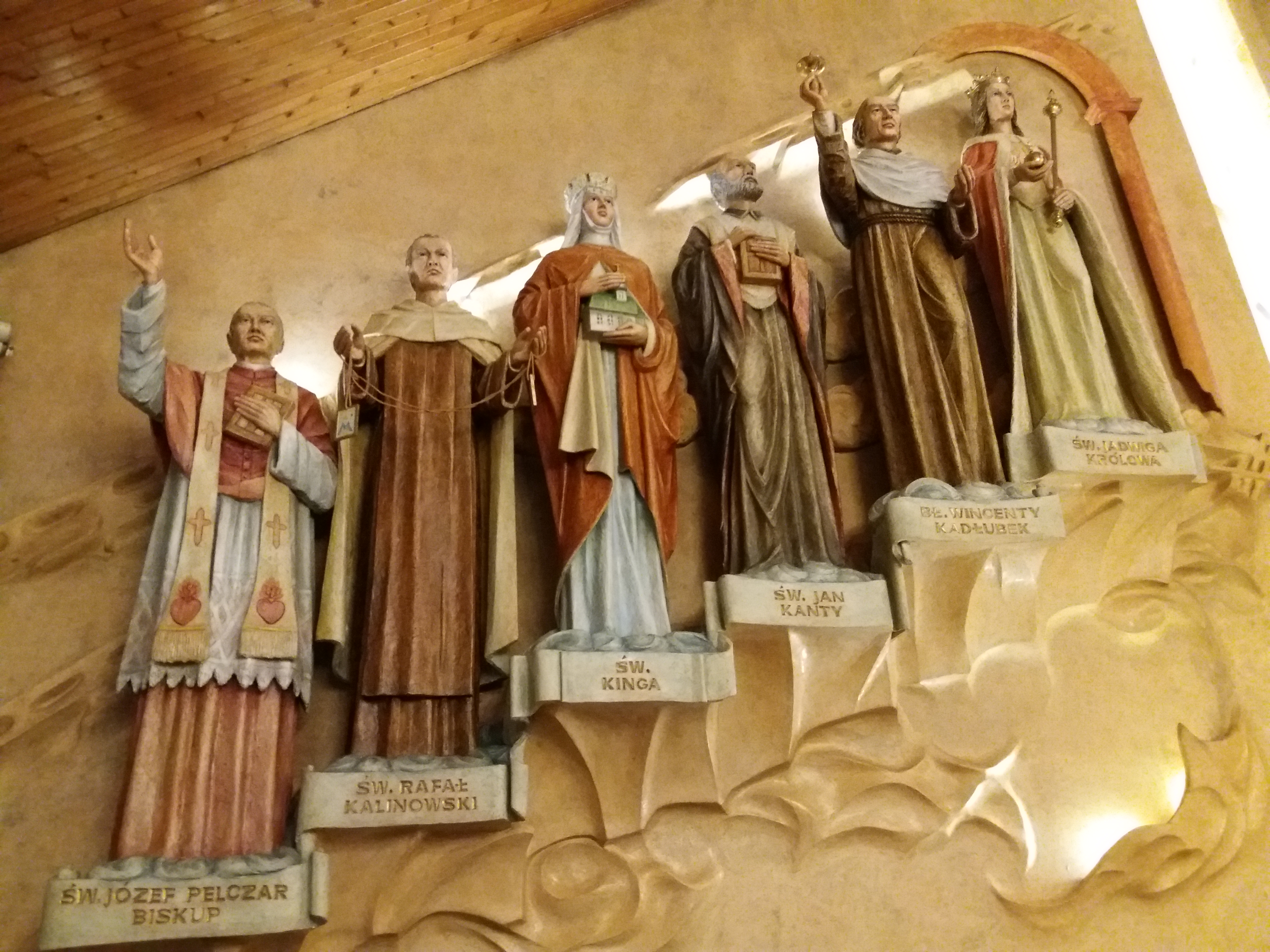
Figury polskich świętych po lewej stronie ołtarza: św. Jadwigi Królowej, bł. Wincentego Kadłubka, św. Jana Kantego, św. Kingi, św. Rafała Kalinowskiego i św. bpa Józefa Pelczara

## Źródła
Historia kościoła na witrynie parafii